# Margret Nilsson
Margret Nilsson (i riksdagen kallad Nilsson i Tjusebotorp), född 18 september 1903 i Ringkarleby församling, död 8 april 1986 i Hovsta församling, var en svensk politiker (bondeförbundare). Hon var riksdagsledamot i första kammaren 1954–1958, invald i Örebro läns valkrets.